# جيرزي أينهورن
جيرزي أينهورن هو أستاذ جامعي وطبيب وسياسي بولندي وسويدي، ولد في 26 يوليو 1925 في تشيستوخوفا في بولندا، وتوفي في 28 أبريل 2000 في ستوكهولم في السويد بسبب ابيضاض الدم. نشط حزبياً في الديمقراطيون المسيحيون. وقد انتخب عضو لجنة الصحة والرعاية ‏ (8 أكتوبر 1991 – 2 أكتوبر 1994) وفي الانتخابات العامة السويدية 1991 ‏، انتخب عضو البرلمان السويدي ‏ عن دائرة دائرة بلدية ستوكهولم الانتخابية ‏ وقد انضم خلال فترته النيابية (30 سبتمبر 1991 – 3 أكتوبر 1994) للكتلة البرلمانية الديمقراطيون المسيحيون.